# Eisha Marjara
Eisha Marjara (* 1966) ist eine kanadische Drehbuchautorin, Filmregisseurin und Produzentin. Ihre indischen Wurzeln verarbeitete sie 1999 in ihrem preisgekrönten Semi-Dokumentarfilm Desperately seeking Helen.
Eisha Marjara erlangte 1994 erste internationale Aufmerksamkeit mit ihrem Film The Incredible Shrinking Woman, gefolgt von Desperately seeking Helen, einem semi-dokumentarischen Spielfilm über die Bollywood-Schauspielerin Helen. Der Film gewann im Jahr 2000 den Jurypreis des Dokumentarfilmfestivals München und den Prix de La Semaine Critique auf dem Filmfestival Locarno. Die kanadisch-deutsche Co-Produktion The Tourist wurde am 22. Februar 2006 auf dem 24. Rendez-vous du Cinéma Québécois uraufgeführt. The Tourist ist der erste Film von Marjaras eigener Produktionsfirma Magic Carpet Films.

## Filmografie
- 1991: 25 hrs
- 1993: SILO
- 1994: The Incredible Shrinking Woman
- 1999: Desperately seeking Helen
- 2006: The Tourist
- 2008: Lolita Diaries

## Auszeichnungen

### Semana de Cine Experimental de Madrid
- 1995 – Honourable Mention für The Incredible Shrinking Woman

### Filmfestival Locarno
- 1999 – Prix de La Semaine Critique für Desperately seeking Helen

### Internationales Dokumentarfilmfestival München
- 1998 – Special Jury Prize für Desperately seeking Helen